# Sundaörn
Sundaörn (Nisaetus alboniger) är en fågel i familjen hökar som förekommer i Sydostasien. Liksom många andra skogslevande arter i området minskar den i antal till följd av skogsavverkningar, men beståndet anses ändå vara livskraftigt.

## Utseende och läten
Sundaörnen är en rätt liten (50–58 cm) och slank tofsförsedd örn. Adulta fågeln är svart på ovansidan inklusive huvudet, på vingarna mattare och på stjärten ett grått band. Undersidan är vit med ett svart strupstreck, svartstreckat bröst och tvärbandad buk. I flykten syns underifrån ett vitt stjärtband och tunt bandade vingpennor. Ungfågeln har gulbrunt huvud, beigefärgad spets på huvudtofsen, brun ovansida och fyra till fem stjärtband. Undersidan är beige med eller utan mörkare fläckar. Det skriande lätet återges i engelsk litteratur som "yhu yhu yip-yip-yip".

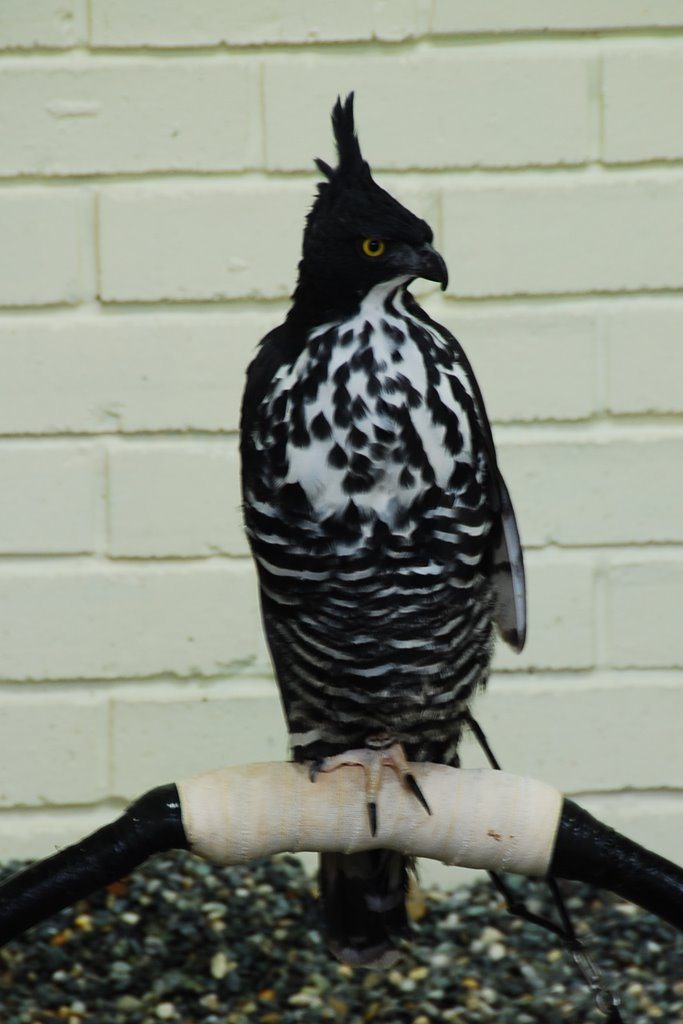
Fotograferad på Jurong Bird Park i Singapore.

## Utbredning och systematik
Fågeln häckar på Malackahalvön, Borneo och Sumatra i öppna skogar. Tidigare placerades den i släktet Spizaetus, men DNA-studier visar att arterna i släktet inte är varandras närmaste släktingar.

## Levnadssätt
Sundaörnen hittas i bergsskogar på mellan 500 och 1500 meters höjd. Den jagar höklikt genom träden och ses sällan kretsa. Födan är relativt okänd men tros bestå av trädlevande däggdjur, fladdermöss, fåglar och ödlor. Den har också rapporterats ta tamhöns. Även häckningsbiologin är dåligt känd, med ruvande fågel i bo noterad i november och unge från slutet av december till slutet av april.

## Status och hot
Arten har ett stort utbredningsområde och en stor population, men tros minska i antal, dock inte tillräckligt kraftigt för att den ska betraktas som hotad. IUCN kategoriserar därför arten som livskraftig (LC).